# Grafschaft Vannes
Die Grafschaft Vannes um die Stadt Vannes (in der Antike Hauptstadt der Veneter) bestand als unabhängiges Fürstentum bereits zu Beginn des 6. Jahrhunderts, wurde Ende des Jahrhunderts Königreich Vannes genannt. Wichtigste Herrscher waren Canao (oder Conan), der den Aufstand des Merowingers Chramn († Ende 560) gegen König Chlothar I. unterstützte, und sein Neffe Waroch, der Vannes 577 besetzte. Dessen Nachfolger Judicael dehnte seine Macht auch auf Domnonée aus und scheint den Titel eines Königs der Bretonen angenommen zu haben.
Pippin der Jüngere eroberte Vannes 753 und errichtete eine zerbrechliche Karolinger-Herrschaft in der Region, die immer wieder durch Rebellionen (786, 799, 818, 824 und 825) erschüttert wurde. Selbst das Eingreifen Ludwigs des Frommen 818 setzte dem kein Ende. 
Im 8. Jahrhundert wurde die Gegend um Vannes in die Bretonische Mark (bestehend aus den Grafschaften Rennes, Vannes und Nantes) integriert – und seine Grafen waren in der Folgezeit immer einer der Anwärter um die Vorherrschaft in und den Herzogstitel der Bretagne (die Alain der Große 888 nach der Schlacht von Questembert, bei der Judicael von Rennes fiel, auch durchsetzen konnte), bis das Gebiet im 10. Jahrhundert unter die Oberhoheit der Grafschaft Nantes und nach 990 der Grafschaft Rennes geriet.

## Grafen von Vannes
- Wido, Graf,  wohl ab 813 bis 831/32 Graf von Vannes (Widonen), vielleicht identisch mit Graf Wido von Maine, X 834
- Nominoë, Graf von Vannes 819–851
- Ridoredh, Graf von Vannes
- Pasquitain I., Graf von Vannes 874–877, Sohn Ridoredhs, Schwiegersohn Salomons
- Alain I. der Große, Graf von Vannes, Alleinherrscher der Bretagne 888–907, Bruder Pasquitains I.
- Pasquitain II., Graf von Vannes, † um 903, Sohn Alains I.
  - Malhuedoc I., Graf von Poher, Schwiegersohn Alains I,
- Alain II., Graf von Vannes und Nantes 936–952